# Microrégion de Belém

Localisation de la microrégion de Belém

La microrégion de Belém est l'une des deux microrégions qui subdivisent la mésorégion métropolitaine de Belém, dans l'État du Pará au Brésil.
Elle comporte 6 municipalités qui regroupaient 2 457 181 habitants en 2006 pour une superficie totale de 3 130 km2.

## Municipalités[1]
- Ananindeua
- Barcarena
- Belém
- Benevides
- Marituba
- Santa Bárbara do Pará